# Liste von Grundgesetzen
Als Grundgesetz werden grundlegende Rechtsnormen sowie verfassungsrechtliche Bestimmungen und Prinzipien verschiedener Gemeinwesen bezeichnet. Allgemein wurde der Begriff in der älteren Literatur für Grundprinzipien oder Wesenszüge eines Staatswesens verwendet (Staatsgrundgesetz), etwa bei Montesquieu (lois fondamentales).

## Definition von Grundgesetz und Verfassung
Grundgesetz wird im Allgemeinen alternativ und gleichrangig zum Begriff der Verfassung verwendet. Ersteres legt den Fokus auf die normhierarchische oberste Position der Norm (sie ist Grundlage aller, auch und insbesondere der gesetzgebenden Staatsgewalt), Letzteres betont die Verfasstheit, also die Funktionsweise und den Zustand/Konstitution (vgl. die Entsprechungen anderer Sprachen) des Gemeinwesens, unabhängig von der Rechtsordnung. Dem Begriff eines Grundgesetzes liegt also ein formelles rechtspositivistisches Rechtsdenken zugrunde und setzt positiv gesetztes, in einem Gesetzeswerk kodifiziertes Verfassungsrecht voraus. Die Verfassung dagegen kann auch ungeschrieben bestehen und basiert auf einem faktisch-funktionellen Rechtsdenken, z. B. die auf Staatspraxis und der Gesamtheit der bestehenden Gesetze beruhende Verfassung des Vereinigten Königreichs. Qualitativ unterscheiden sich die Begriffe hinsichtlich der Staatlichkeit des Gemeinwesens nicht, wenn auch der Begriff einer Verfassung mitunter emotional stärker mit der Nationalstaatsidee verbunden ist. Wie eine Verfassung oder ein Grundgesetz verabschiedet wird, ist in dieser Hinsicht nicht von Belang. Beide können durch Volksabstimmung, Beschluss des verfassungsgebenden Parlaments, Konventsentscheide, Erlass des Staatsoberhauptes oder durch staatsrechtlichen Vertrag und auch durch Besatzungsrecht entstehen.

## Etymologie
Der deutsche Begriff des Grundgesetzes ist eine Lehnübersetzung zum lateinischen Rechtsbegriff lex fundamentalis, über das französische loi fundamentale, findet aber auch seine Entsprechung in anderen Rechtsordnungen (siehe unten).

## Geltende Grundgesetze
- die Verfassung von Dänemark – Grundgesetz Dänemarks (Danmarks Riges Grundlov) von 1953
- das Grundgesetz für die Bundesrepublik Deutschland von 1949, die gesamtdeutsche Verfassung seit 1990
- die Verfassung von Estland – Grundgesetz der Republik Estland (Eesti Vabariigi põhiseadus) von 1992
- die finnische Verfassung (finn. perustuslaki, dt. Grundgesetz) von 2000
- die Verfassung von Irland – Bunreacht na hÉireann von 1937
- die elf Grundgesetze Israels von 1958 bis 2001
- die niederländische Verfassung – die Grondwet voor het Koninkrijk der Nederlanden von 1814/15
- die Verfassung des Königreichs Norwegen von 1814
- die Verfassung des Staates Palästina in der Fassung vom 19. März 2003 heißt Grundgesetz (Basic Law).[7][8]
- die Vier Grundgesetze der schwedischen Verfassung (1766–1992)
- das Grundgesetz der Ukraine von 1996
- das Grundgesetz Ungarns – Magyarország Alaptörvénye von 2011
- das Grundgesetz des Staates der Vatikanstadt von 1929, von 2000, Neufassung von 2023 (Legge fondamentale dello Stato della Città del Vaticano)

## Historische Grundgesetze

### Heiliges Römisches Reich
Verschiedene Gesetze des Heiligen Römischen Reiches, die meist als Grundgesetze des Reiches angesehen werden (siehe dazu Heiliges Römisches Reich: Grundgesetze), werden in der Literatur entsprechend jeweils als Grundgesetz bezeichnet. Im Einzelnen:
- das Wormser Konkordat von 1122
- das Statutum in favorem principum (Statut zugunsten der Fürsten) von 1231
- der Mainzer Landfrieden von 1235
- die Goldene Bulle von 1356
- der Ewige Reichsfrieden von 1495
- die Reichsmatrikel von 1521
- der Augsburger Religionsfrieden von 1555
- die Reichskammergerichtsordnung von 1555
- der Westfälische Frieden von 1648
- mitunter der Reichsdeputationshauptschluss von 1803 als „letztes Reichsgrundgesetz“

### Verfassungen oder Teile von Verfassungen deutscher (Einzel-)Staaten nach 1806
- die Verfassung des Herzogthums Oldenburg
- das Grundgesetz über die landschaftliche Verfassung des Herzogtums Sachsen-Coburg-Meiningen vom 4. September 1824
- das Grundgesetz für das Herzogtum Sachsen-Altenburg von 1831
- das Staatsgrundgesetz des Königreiches Hannover von 1833
- die revidierte Verfassungsurkunde für den Preußischen Staat von 1850 wurde „als Staatsgrundgesetz“ verkündet
- das Revidirte Staatsgrundgesetz für das Fürstenthum Reuß jüngere Linie von 1852
- das Landesgrundgesetz für das Herzogthum Sachsen-Coburg und Gotha vom 3. Mai 1852
- das Revidirte Staatsgrundgesetz für das Großherzogthum Oldenburg von 1852
- das Grundgesetz für das Fürstenthum Schwarzburg-Rudolstadt von 1854
- das Landesgrundgesetz für das Fürstenthum Schwarzburg-Sondershausen
- das Staatsgrundgesetz der Republik Bayern (Münchner Räterepublik) und das Vorläufige Staatsgrundgesetz des Freistaates Bayern vom 4. Januar bzw. 17. März 1919
- das Landesgrundgesetz von Mecklenburg-Strelitz von 1923
- das Staatsgrundgesetz des Staates Groß-Hessen vom 22. November 1945
- das Vorläufige Landesgrundgesetz von Nordrhein-Westfalen von 1946
- die Verfassung des ehemaligen Landes Württemberg-Baden von 1946 hieß Verfassung für das Land Württemberg-Baden und wurde als „Grundgesetz des Landes Württemberg-Baden“ verkündet

### Iran
Die iranische Verfassung besteht aus mehreren Dokumenten, die in der Zeit von 1906 bis 1911 während der Konstitutionellen Revolution entstanden sind. Im Einzelnen handelt es sich um ein Dekret zur Ausarbeitung eines Wahlgesetzes und der Errichtung eines Parlaments vom 5. August 1906, dem ersten Wahlgesetz vom 9. September 1906, dem Grundgesetz vom 30. Dezember 1906, den Ergänzungen zum Grundgesetz vom 7. Oktober 1907 und dem neuen Wahlgesetz vom 1. Juli 1909. Das Grundgesetz und das Wahlgesetz blieben im Kern mit einigen Ergänzungen bis zum Ende der konstitutionellen Monarchie 1979 in Kraft.

### Österreich
Die österreichischen Staatsgrundgesetze der Dezemberverfassung von 1867, anlässlich der Umwandlung des Kaisertums Österreich in die Doppelmonarchie Österreich-Ungarn; das Staatsgrundgesetz über die allgemeinen Rechte der Staatsbürger (StGG) wurde – nicht in vollem Umfang – in die Österreichische Bundesverfassung übernommen (Art. 149 Bundes-Verfassungsgesetz) und bildet damit bis heute einen Teil des Verfassungsrechts der Republik Österreich.

### Russisches Reich
Die Staatsgrundgesetze des Russischen Reiches vom 23. April 1906.

### Türkei
Die Osmanische Verfassung, die wörtlich als Grundgesetz bezeichnet wurde, war die erste und zugleich letzte schriftlich fixierte Verfassung des Osmanischen Reiches.

## Weitere Verwendung
Die Deutsche Gemeindeordnung vom 30. Januar 1935 wurde in der Präambel als „Grundgesetz des nationalsozialistischen Staates“ bezeichnet.